# Matthias Fronius

Statutul orașelor săsești din Transilvania, reeditare, Cluj, 1815.

Matthias Fronius (n. 28 februarie 1522, Brașov, Regatul Ungariei – d. 1588, Brașov, Principatul Transilvaniei) a fost un jurist sas, jude al Brașovului.

## Studii și începutul carierei didactice
Fronius a studiat până în 1543 la Universitatea din Wittenberg, unde i-a avut profesori pe Martin Luther și Philipp Melanchthon. După întoarcerea la Brașov a lucrat mai întâi ca profesor, iar din 1545 ca rector al Liceului din Brașov.

## Cariera politică
Din 1545 până în 1569 a activat ca notar orășenesc și totodată senator (până în 1573). În 1573 a fost ales în funcția de vilic (Stadthann). În 1588 a fost ales conjude orășenesc pentru judele Lukas Hirscher, care era împiedicat din motive de sănătate, însă a murit în același an.

## Scrieri
- Eygenlandrecht⁠(de)[traduceți], statutul juridic al Pământului crăiesc